# Zeyd Kandī
Zeyd Kandī (persiska: زید کندی) är en ort i Iran.   Den ligger i provinsen Västazarbaijan, i den nordvästra delen av landet, 400 km väster om huvudstaden Teheran. Zeyd Kandī ligger 1 592 meter över havet och antalet invånare är 299.
Terrängen runt Zeyd Kandī är huvudsakligen kuperad. Zeyd Kandī ligger nere i en dal. Runt Zeyd Kandī är det ganska glesbefolkat, med 50 invånare per kvadratkilometer. Närmaste större samhälle är Gūzal Bolāgh, 13,1 km sydväst om Zeyd Kandī. Trakten runt Zeyd Kandī består i huvudsak av gräsmarker.